# Alec Craig
Alec Craig (* 30. März 1884 in Dunfermline als Alexander Younger Craig; † 25. Juni 1945 in Glendale, Kalifornien, USA) war ein schottischer Schauspieler.

## Leben und Karriere
Der gebürtige Schotte Alec Craig machte 1934 sein Filmdebüt mit einer kleinen Rolle im Hollywood-Film The Little Minister an der Seite von Katharine Hepburn und John Beal. In den folgenden elf Jahren bis zu seinem Tod spielte er in insgesamt über 120 Filmproduktionen. Der kleingewachsene, fast glatzköpfige Charakterdarsteller mit einem faltenreichen Gesicht wurde oft in kleinen, aber markanten Rollen als missgelaunter oder geiziger Schotte besetzt. Er spielte unter anderem einen unfähigen Strafverteidiger in Stranger on the Third Floor (1940), einem der ersten Film noirs, und trat als Zoowärter im Filmklassiker Katzenmenschen (1942) auf. Er spielte in beliebten Abenteuerfilmen wie Meuterei auf der Bounty (1935) und Der Herr der sieben Meere (1940), ebenfalls war er in zwei Produktionen der Sherlock-Holmes-Filmreihe mit Basil Rathbone und Nigel Bruce zu sehen.
Alec Craig starb 1945 im Alter von 61 Jahren nach längerer Krankheit und wurde im Grand View Memorial Park Cemetery in Glendale beigesetzt. Mit seiner Frau Margaret war er seit 1919 verheiratet und hatte einen Sohn. Sein letzter Film, der Peter-Lorre-Thriller Drei Fremde, erschien erst mehr als sieben Monate nach seinem Tod.

## Filmografie (Auswahl)
- 1934: The Little Minister
- 1935: Meuterei auf der Bounty (Mutiny on the Bounty)
- 1936: Winterset
- 1936: Der kleine Lord (Little Lord Fauntleroy)
- 1936: Maria von Schottland (Mary of Scotland)
- 1938: Vivacious Lady
- 1938: Wenn ich König wär (If I Were King)
- 1939: Die Findelmutter (Bachelor Mother)
- 1939: Ich war ein Spion der Nazis (Confessions of a Nazi Spy)
- 1939: Mr. Smith geht nach Washington (Mr. Smith Goes to Washington)
- 1940: Der Herr der sieben Meere (The Sea Hawk)
- 1940: Stranger on the Third Floor
- 1940: Tom Brown’s School Days
- 1940: Abe Lincoln in Illinois
- 1940: The Blue Bird
- 1941: Ufer im Nebel (Out of the Fog)
- 1941: Arzt und Dämon (Dr. Jekyll and Mr. Hyde)
- 1941: Lord Nelsons letzte Liebe (That Hamilton Woman)
- 1941: Verdacht (Suspicion)
- 1941: Der Teufel und Daniel Webster (The Devil and Daniel Webster)
- 1941: Mr. und Mrs. Smith (Mr. & Mrs. Smith)
- 1942: Roxie Hart
- 1942: Katzenmenschen (Cat People)
- 1942: Sein oder Nichtsein (To Be or Not to Be)
- 1942: Tennessee Johnson
- 1942: Mrs. Miniver
- 1942: This Above All
- 1942: Gefundene Jahre (Random Harvest)
- 1942: Orchestra Wives
- 1943: Auf ewig und drei Tage (Forever and a Day)
- 1943: Einsatz im Nordatlantik (Action in the North Atlantic)
- 1943: Coney Island
- 1943: Holy Matrimony
- 1943: Heimweh (Lassie Come Home)
- 1943: Blutiger Schnee (Northern Persuit)
- 1943: Das Spinnennest (The Spider Woman)
- 1943: Das Geisterschiff (The Ghost Ship)
- 1943: Die Waise von Lowood (Jane Eyre)
- 1944: The White Cliffs of Dover
- 1944: Das Haus der Lady Alquist (Gaslight)
- 1944: Kleines Mädchen, großes Herz (National Velvet)
- 1944: Gefährliche Begegnung (The Woman in the Window)
- 1945: Ein Baum wächst in Brooklyn (A Tree Grows in Brooklyn)
- 1945: Liebesbriefe (Love Letters)
- 1945: Eine Lady mit Vergangenheit (Kitty)
- 1945: Das Haus des Grauens (The House of Fear)
- 1946: Drei Fremde (Three Strangers)